# Operazione Desert Fox
L'Operazione Desert Fox (lett. "Volpe del deserto") è stata un'operazione militare autonoma svolta dagli Stati Uniti e dal Regno Unito tra il 16 e il 19 dicembre 1998 in Iraq.
L'operazione fu giustificata come risposta all'inadempienza irachena riguardo alla risoluzione del Consiglio di Sicurezza delle Nazioni Unite e dell'interferenza con gli ispettori dell'UNSCOM .
Il nome Desert Fox non è da associare al Feldmaresciallo Erwin Rommel, generale del Terzo Reich durante la Seconda guerra mondiale, ma ad una delle mezze dozzina di operazioni programmate dagli Stati Uniti dal 1991 al 2000 in Iraq.

## Gli scopi
L'obiettivo dell'operazione era di ridurre la capacità di Saddam Hussein di mantenere il potere in Iraq. Il 31 ottobre 1998 il presidente statunitense Bill Clinton firmò nella legge H.R. 4655 l'Iraq Liberation Act Questo atto prevedeva di recuperare fondi da consegnare agli oppositori di Saddam Hussein per rovesciare il dittatore e instaurare una democrazia.
Avvisaglie dell'imminente bombardamento dell'Iraq erano giunte già dal febbraio 1998 e l'operazione trovò molti pareri favorevoli ma anche molte critiche sia in patria che all'estero. L'Arabia Saudita, il Bahrein e gli Emirati Arabi Uniti inizialmente si rifiutarono di concedere all'America di usare le loro basi militari per bombardare l'Iraq.
Ufficialmente l'amministrazione Clinton affermò che l'obiettivo ufficiale dell'operazione era di ridurre la possibilità al regime iracheno di fabbricare armi di distruzione di massa quali la bomba atomica.

## Il bombardamento
Gli obiettivi fisici del bombardamento furono installazioni irachene per la ricerca e lo sviluppo di armi, siti di difesa aerea, caserme e quartieri generali della Guardia Repubblicana irachena. Tali obiettivi vennero distrutti nella quasi totalità in quattro notti, con l'uso di missili da crociera lanciati dagli incrociatori e dei bombardieri della USAF che le armi contraeree irachene erano totalmente incapaci di contrastare.
Gli Stati Uniti impiegarono nel bombardamento, oltre agli incrociatori armati di missili Tomahawk, velivoli della USS Enterprise e della USS Carl Vinson, quali il B-1 Lancer e l'F-16. La RAF contribuì con i Panavia Tornado. In queste missioni prese parte per la prima volta un pilota donna.

## Le conseguenze
In reazione all'attacco tre dei cinque membri permanenti del Consiglio di Sicurezza delle Nazioni Unite (Russia, Francia e Cina) minacciarono di togliere l'embargo al petrolio iracheno e accusarono il presidente degli ispettori dell'ONU, il diplomatico australiano Richard Butler.
L'Iraq accettò di ricevere gli ispettori delle Nazioni Unite, con i quali però smise di cooperare nel gennaio del 1999, ma diplomaticamente il segretario generale delle Nazioni Unite, allora Kofi Annan, riuscì a convincere Saddam Hussein a permettere agli ispettori di visitare il paese. In seguito il vice Primo Ministro Tareq Aziz accusò gli ispettori dell'ONU di essere spie degli Stati Uniti, accuse che peraltro trovarono più tardi delle conferme. Nonostante tutto gli ispettori dell'ONU rimasero in Iraq completando il loro lavoro.